# Nagy szelindekdenevér
A nagy szelindekdenevér (Tadarida teniotis) az emlősök (Mammalia) osztályának a denevérek (Chiroptera) rendjébe, ezen belül a kis denevérek (Microchiroptera) alrendjébe és a szelindekdenevérek (Molossidae) családjába tartozó faj.
A Tadarida emlősnem típusfaja.

## Előfordulása
A Földközi-tenger mellékén sokfelé elterjedt. Európa mediterrán területein, Ausztria és Svájc egyes vidékein, Japánban, Észak-Koreában, Afganisztánban, Kirgíziában, Iránban, Kis-Ázsiában, a Himalájában, Algériában, Egyiptomban, Marokkóban, hozzánk legközelebb Szlovénia és Horvátország tengerparti sziklás vidékein. Magyarországon még nem látták.

## Alfajai
- Tadarida teniotis rueppelli
- Tadarida teniotis teniotis

## Megjelenése
Testhossza 8,2–8,7 centiméter, farokhossza 4,6–5,7 centiméter, magassága 1,05–1,2 centiméter, alkarhossza 5,8–6,3 centiméter, fülhossza 2,7–3,1 centiméter, testtömege pedig 20–50 gramm. Igen nagy termetű denevérfaj. Zömök felépítésű, lába vaskos. Szárnya hosszú, keskeny. Hatalmas fülei elülső szélükön összeérnek. Fülfedője majdnem négyszögletes, felső szegélye vízszintesen lemetszett. Bundája egyszínű fakóbarna, testhez simuló, a szőrök rövidek. Farkának fele, de legalább egyharmada túlnyúlik a farkvitorlán. Hátsó karmán nincsen sarkantyúkaréja, mint a nagyságban hozzá közel álló rőt koraidenevérnek. Arca csúcsos, alsó állkapocsa pedig rövid. Lábfeje nagy.

## Életmódja
A nagy szelindekdenevér házakban, templomokban és romokban szeret meghúzódni. Vadászni sötétedés után indul, nyílt területeken, magasan repül. Röpte gyors, csapongó, apró rovarokat zsákmányol. Az Alpokban 2300 méteren is látták.
Ökológiai igényei alig ismertek.

## Szaporodás
A nőstények egyetlen utódot hoznak a világra.